# کاغذ الکترونیک

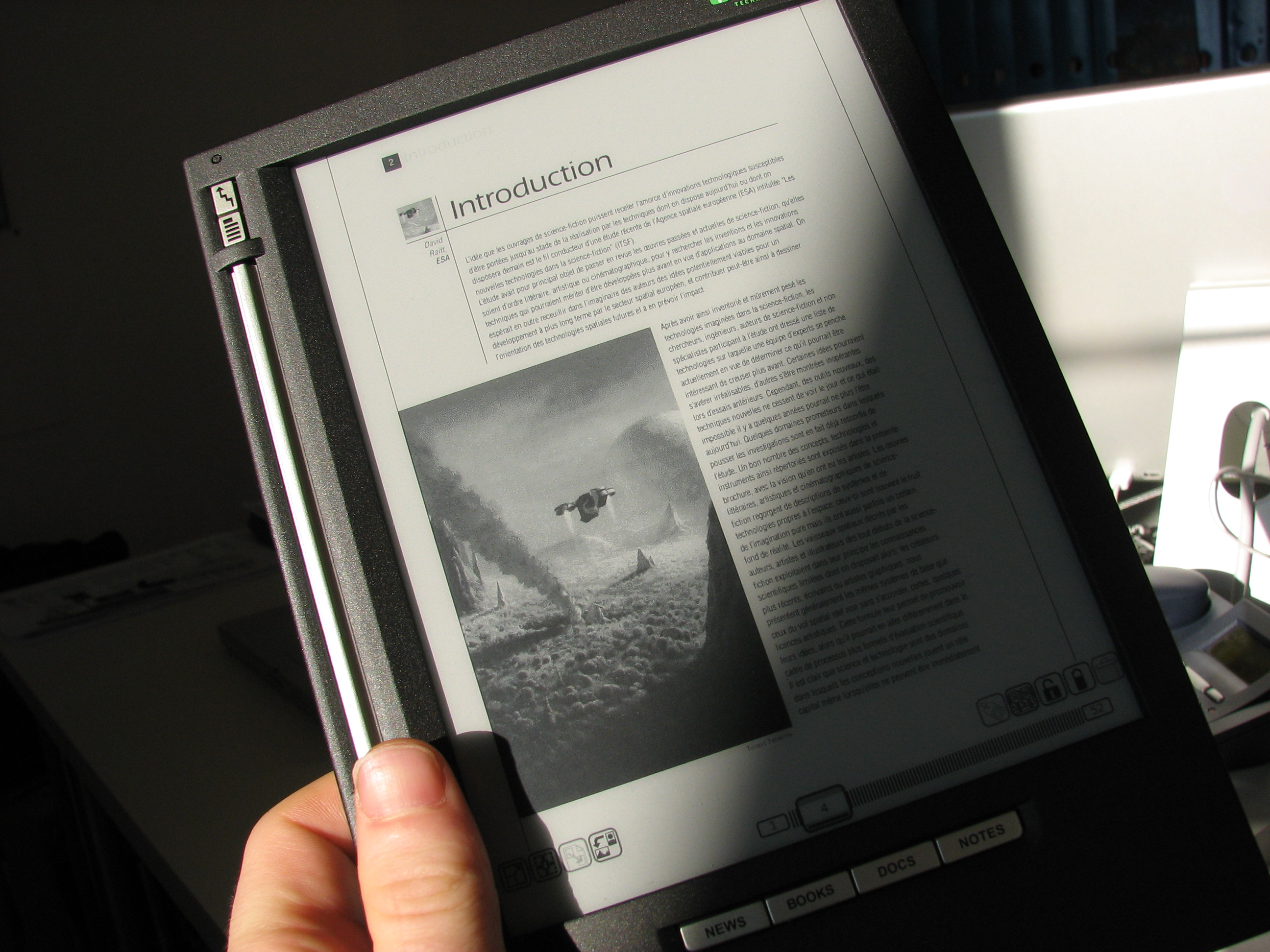
کتابخوان الکترونیکی ایلیاد مجهز به صفحه نمایش کاغذ الکترونیک. از آنجا که صفحات کاغذ الکترونیک منعکس کننده نور هستند و از خود نور ندارند می‌توان آن‌ها را در آفتاب نیز مطالعه کرد.

کاغذ الکترونیک به همراه جوهر الکترونیکی، به طیفی از فناوری‌های صفحه نمایش گفته می‌شوند که تصویری شبیه اثر جوهر بر روی کاغذ را به وجود می‌آورند. این کاغذها همانند کاغذهای معمولی و بر عکس صفحه نمایش‌های معمولی که از خود نور دارند تنها نور محیط را بازتاب می‌کنند. بسیاری از این کاغذها می‌توانند بدون استفاده از الکتریسیته به مدّت نامحدودی نوشته‌ها و تصاویر ثابت را نشان دهند. 
خواندن کاغذهای الکترونیکی به خاطر ثابت بودن و تجدید (refresh) نشدن دائمی تصاویر، زاویهٔ دید بزرگتر و منعکس شدن نور محیطی به جای تابش نور از صفحه نمایش آسان‌تر از صفحات نمایش معمولی است. نوشته‌های یک کاغذ الکترونیکی خوب در نور آفتاب محو و کمرنگ نمی‌شوند. نسبت کنتراست کاغذهای الکترونیکی که تا ۲۰۰۸ ارائه شده‌اند شبیه روزنامه‌است، اگرچه این نسبت در کاغذهای الکترونیکی نوین‌تر اندکی بهتر است
.نباید کاغذ الکترونیک را با کاغذ دیجیتال که صفحه‌ای برای ایجاد اسناد دیجیتال دستنویس با استفاده از قلم دیجیتال است اشتباه گرفت.